# Xe buýt hai tầng

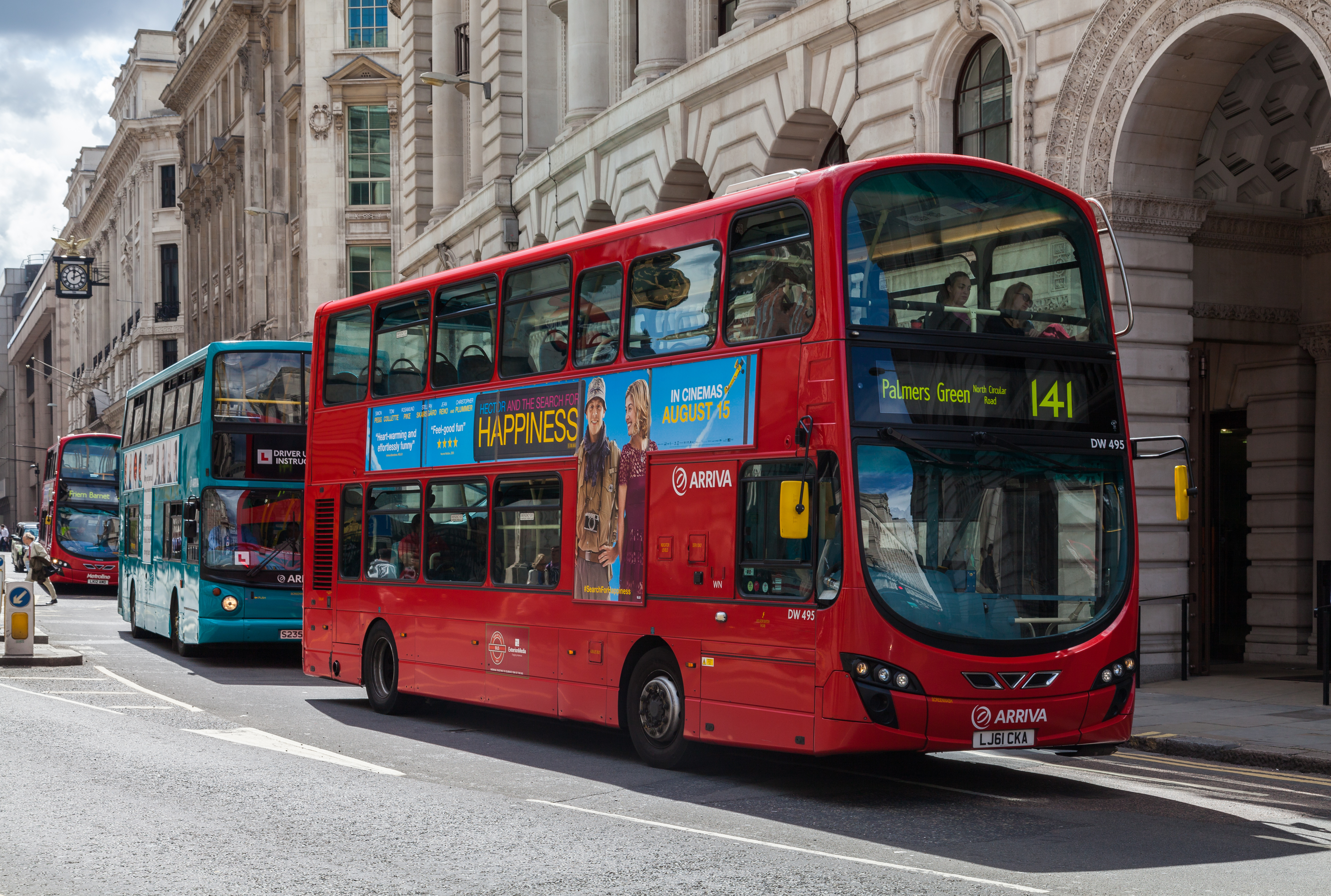
Một chiếc xe buýt hai tầng hiện đại tại Anh năm 2014

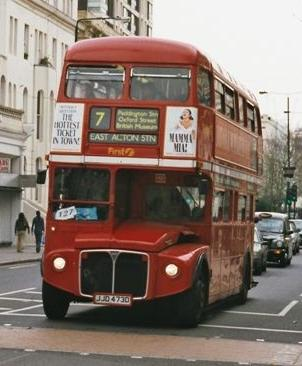
Một chiếc xe buýt hai tầng của AEC Routemaster tại London, Anh tháng 4 năm 2002.

Xe buýt hai tầng là một xe buýt có hai tầng. Xe buýt hai tầng được sử dụng để vận chuyển hàng loạt ở Anh, Châu Âu, Châu Á và nhiều thành phố của các thuộc địa châu Âu, ví dụ điển hình nhất là chiếc xe buýt màu đỏ tại Anh.
Các xe buýt hai tầng đầu tiên đưa người lái xe vào một ngăn riêng biệt. Lối lên của hành khách được thông qua một tầng mở ở phía sau, và một người soát vé xe buýt sẽ lấy tiền vé. Các xe buýt 2 tầng hiện đại có cửa chính ở phía trước, nơi người lái xe lấy tiền vé, do đó giảm đi một nửa số người phục vụ trên xe buýt, nhưng làm chậm quá trình lên xe. Kiểu cửa mở phía sau, phổ biến với hành khách, đã bị từ bỏ vì lý do an toàn, vì có nguy cơ hành khách ngã xuống khi chạy và nhảy lên xe buýt.

## Va chạm với cầu
Có một số lượng đáng kể các tai nạn trong đó một xe buýt hai tầng đã va chạm với một cây cầu thấp, thường là một cây cầu có đường sắt. Điều này thường do người lái xe rẽ sai đường, lái xe một tuyến đường mà họ không quen, hoặc đã quen lái xe buýt một tầng và quên để ý đến chiều cao của xe khi lái xe hai tầng.
Vụ va chạm của một xe Megabus 2 tầng với một cây cầu đường sắt vào tháng 9 năm 2010 tại Syracuse, New York đã làm 4 người thiệt mạng và 17 người bị thương.
Trong những năm gần đây ở Anh, có sáu người bị thương nhẹ sau khi xe buýt của họ đâm vào một cây cầu đường sắt tại Stockport vào tháng 7 năm 2013. Một chiếc xe buýt đã va chạm với một cây cầu đường sắt tại Sileby, Leicestershire vào tháng 6 năm 2014. Một chiếc xe buýt không hành khách đã mất toàn bộ mái của nó sau khi va đập vào một cây cầu đường sắt ở Birkenhead vào tháng 12 năm 2014.